# Juneau
Juneau az Amerikai Egyesült Államok Alaszka tagállamának fővárosa, egyben önálló közigazgatási egység (borough). Nevét Joe Juneau aranyásóról kapta. Tlingit elnevezése Dzántik'i Héeni ('lepényhal patak').
A város maga a Juneau-hegy lábánál, valamint a Gastineau-csatorna túloldalán lévő Douglas-szigeten helyezkedik el, de közigazgatási határai jóval tágabbak: 8430,4 km2-nyi területével Sitka után a második legnagyobb kiterjedésű város az USA-ban (két tagállam, Rhode Island és Delaware is kisebb nála). A 2000. évi népszámlálás idején Alaszka második legnépesebb települése volt, pár száz fővel többen lakták, mint Fairbankset.
Bár a város nagy része nem szigeten helyezkedik el, csak vizen vagy levegőben közelíthető meg, az úthálózatba nem kapcsolódik. Évek óta viták folynak arról, hogy a képviselők és a polgárok kényelme érdekében a tagállam székhelyét Anchorage-ba vagy Fairbanksbe kellene költöztetni. Mások – köztük Frank Murkowski kormányzó – egy Juneau és Skagway közötti autópálya megépítését szorgalmazzák.

## Története
Az európai telepesek megérkezése előtt a tlingitek auke és taku törzsei éltek a területen.
1880-ban egy sitkai bányamérnök, George Pilz jutalmat ígért az indiánoknak, ha aranylelőhelyre vezetik. Az első próbálkozás a Gold-pataknál egy Kowee nevű főnök útmutatásai alapján nem járt sikerrel, de az indián meggyőzte Pilzcet, hogy folytassa a kutatást. Pilz emberei, Joe Juneau és Richard Harris a Snow Slide szakadéknál végül „borsó és bab nagyságú” aranyrögöket találtak. 1880. október 18-án kijelöltek egy 0,6 km2 nagyságú földterületet a táboruknak, ahol egy éven belül már egy kisebb város állt, az első település, amit Alaszka eladása (1867) után alapítottak.
Az 1881-ben alakult város neve kezdetben Richard Harris után Harrisburg volt, majd Rockwellre változtatták, végül még abban az évben a másik aranyásó után Juneau lett. A bálnavadászat és a szőrmekereskedelem visszaesésével az addigi főváros, Sitka (mely Új-Arhangelszk néven Orosz-Amerika fővárosa volt) jelentősége csökkent, a kormányzat 1906-ban Juneau-ba költözött. A századfordulóra a felszíni bányászat abbamaradt, de több mélyművelésű bánya létesült, és Juneau egész az 1940-es évekig jelentős bányavárosnak számított.
Mint sok más alaszkai város, Juneau fejlődése is a tagállammá váláskor (1959), illetve az északi olajmezők feltárásakor és a Transzalaszkai Csővezeték megépülésekor kapott lendületet. A növekedés az 1990-es évekre lelassult.

## Népesség
| Lakosok száma | 31 275 | 32 144 | 32 441 | 32 660 | 32 756 | 32 255 |
|               | 2010   | 2011   | 2012   | 2013   | 2015   | 2020   |